# ناكورو
ناكورو هي مدينة، في كينيا، تقع في Nakuru County ‏، بلغ عدد سكانها 307,990 نسمة.

## المناخ
يظهر الجدول التالي التغييرات المناخية على مدار السنة لناكورو:
| البيانات المناخية لـناكورو              | البيانات المناخية لـناكورو | البيانات المناخية لـناكورو | البيانات المناخية لـناكورو | البيانات المناخية لـناكورو | البيانات المناخية لـناكورو | البيانات المناخية لـناكورو | البيانات المناخية لـناكورو | البيانات المناخية لـناكورو | البيانات المناخية لـناكورو | البيانات المناخية لـناكورو | البيانات المناخية لـناكورو | البيانات المناخية لـناكورو | البيانات المناخية لـناكورو |
| الشهر                                   | يناير                      | فبراير                     | مارس                       | أبريل                      | مايو                       | يونيو                      | يوليو                      | أغسطس                      | سبتمبر                     | أكتوبر                     | نوفمبر                     | ديسمبر                     | المعدل السنوي              |
| --------------------------------------- | -------------------------- | -------------------------- | -------------------------- | -------------------------- | -------------------------- | -------------------------- | -------------------------- | -------------------------- | -------------------------- | -------------------------- | -------------------------- | -------------------------- | -------------------------- |
| متوسط درجة الحرارة الكبرى °م (°ف)       | 27.3 (81.1)                | 27.9 (82.2)                | 28.0 (82.4)                | 25.8 (78.4)                | 24.8 (76.6)                | 24.4 (75.9)                | 23.8 (74.8)                | 24.1 (75.4)                | 25.5 (77.9)                | 25.3 (77.5)                | 24.4 (75.9)                | 25.8 (78.4)                | 25.6 (78.1)                |
| متوسط درجة الحرارة الصغرى °م (°ف)       | 8.7 (47.7)                 | 9.2 (48.6)                 | 9.9 (49.8)                 | 11.6 (52.9)                | 11.2 (52.2)                | 10.2 (50.4)                | 10.1 (50.2)                | 9.8 (49.6)                 | 8.9 (48.0)                 | 9.1 (48.4)                 | 10.0 (50.0)                | 8.9 (48.0)                 | 9.8 (49.6)                 |
| الهطول مم (إنش)                         | 29 (1.1)                   | 45 (1.8)                   | 69 (2.7)                   | 141 (5.6)                  | 130 (5.1)                  | 79 (3.1)                   | 92 (3.6)                   | 105 (4.1)                  | 89 (3.5)                   | 70 (2.8)                   | 70 (2.8)                   | 44 (1.7)                   | 963 (37.9)                 |
| متوسط أيام هطول الأمطار                 | 6                          | 6                          | 9                          | 17                         | 15                         | 11                         | 12                         | 14                         | 11                         | 12                         | 13                         | 6                          | 132                        |
| المصدر: المنظمة العالمية للأرصاد الجوية |                            |                            |                            |                            |                            |                            |                            |                            |                            |                            |                            |                            |                            |

## أعلام
- آرشي جيبسون
- أتول شاه
- عبدي محمد
- كورتس أوسانو
- دافيد أوينو
- ديفيد كاماو